# Adam Nemec
Adam Nemec (Banská Bystrica, 2 settembre 1985) è un calciatore slovacco, attaccante del Voluntari.

## Caratteristiche tecniche
Nemec è un centravanti possente fisicamente, efficace nel gioco aereo e abile nel proteggere la sfera con il fisico in modo da favorire gli inserimenti dei compagni di squadra.

## Carriera

### Club
Inizia la propria carriera nelle giovanili del Dubnica, prima di accordarsi con lo Žilina nel 2004. Dopo aver trascorso alcuni anni in Germania, il 25 gennaio 2015 si trasferisce al New York City, in MLS. Partito titolare in campionato, dopo alcune prestazioni sottotono, perde il posto venendo relegato ai margini della rosa.
Il 6 settembre 2016 firma un biennale con la Dinamo Bucarest, in Romania. Il 20 maggio 2017 realizza una doppietta decisiva nella finale di Cupa Ligii vinta 2-0 contro l'SSU Politehnica Timișoara. Il 25 agosto 2018 si accorda con il Pafos, società cipriota. Mette a segno 16 reti in campionato, laureandosi capocannoniere del torneo.
Il 29 agosto 2020 torna alla Dinamo Bucarest, sottoscrivendo un contratto annuale con opzione di rinnovo.

### Nazionale
Esordisce in nazionale il 10 dicembre 2006 in un'amichevole disputata contro gli Emirati Arabi Uniti. Prende parte con la selezione slovacca agli Europei 2016 in Francia, scendendo in campo in due occasioni nella rassegna continentale.

## Statistiche

### Presenze e reti nei club
Statistiche aggiornate al 15 dicembre 2023.
| Stagione               | Squadra                | Campionato             | Campionato | Campionato | Coppe nazionali | Coppe nazionali | Coppe nazionali | Coppe continentali | Coppe continentali | Coppe continentali | Altre coppe | Altre coppe | Altre coppe | Totale | Totale |
| Stagione               | Squadra                | Comp                   | Pres       | Reti       | Comp            | Pres            | Reti            | Comp               | Pres               | Reti               | Comp        | Pres        | Reti        | Pres   | Reti   |
| ---------------------- | ---------------------- | ---------------------- | ---------- | ---------- | --------------- | --------------- | --------------- | ------------------ | ------------------ | ------------------ | ----------- | ----------- | ----------- | ------ | ------ |
| 2002-2003              | Dubnica                | SL                     | 2          | 0          | CS              | 0               | 0               | -                  | -                  | -                  | -           | -           | -           | 2      | 0      |
| 2003-2004              | Dubnica                | SL                     | 17         | 8          | CS              | 0               | 0               | -                  | -                  | -                  | -           | -           | -           | 17     | 8      |
| Totale Dubnica         | Totale Dubnica         | Totale Dubnica         | 19         | 8          |                 | 0               | 0               |                    | -                  | -                  |             | -           | -           | 19     | 8      |
| 2004-2005              | Žilina                 | SL                     | 26         | 3          | CS              | 0               | 0               | -                  | -                  | -                  | SS          | 0           | 0           | 26     | 3      |
| 2005-2006              | Žilina                 | SL                     | 13         | 0          | CS              | 0               | 0               | -                  | -                  | -                  | -           | -           | -           | 13     | 0      |
| 2006-2007              | Žilina                 | SL                     | 21         | 13         | CS              | 0               | 0               | -                  | -                  | -                  | -           | -           | -           | 21     | 13     |
| ago. 2007              | Žilina                 | SL                     | 2          | 1          | CS              | 0               | 0               | UCL                | 2                  | 0                  | SS          | 1           | 0           | 5      | 1      |
| Totale Žilina          | Totale Žilina          | Totale Žilina          | 62         | 17         |                 | 0               | 0               |                    | 2                  | 0                  |             | 1           | 0           | 65     | 17     |
| ago. 2007-2008         | Erzgebirge Aue         | ZL                     | 29         | 10         | CG              | 0               | 0               | -                  | -                  | -                  | -           | -           | -           | 29     | 10     |
| 2008-2009              | Genk                   | D1                     | 21         | 4          | CB              | 5               | 3               | -                  | -                  | -                  | -           | -           | -           | 26     | 7      |
| 2009-2010              | Kaiserslautern         | ZL                     | 33         | 5          | CG              | 3               | 1               | -                  | -                  | -                  | -           | -           | -           | 36     | 6      |
| 2010-2011              | Kaiserslautern         | BL                     | 24         | 3          | CG              | 3               | 1               | -                  | -                  | -                  | -           | -           | -           | 27     | 4      |
| 2011-gen. 2012         | Kaiserslautern         | BL                     | 4          | 1          | CG              | 1               | 0               | -                  | -                  | -                  | -           | -           | -           | 5      | 1      |
| Totale Kaiserslautern  | Totale Kaiserslautern  | Totale Kaiserslautern  | 61         | 9          |                 | 7               | 2               |                    | -                  | -                  |             | -           | -           | 68     | 11     |
| gen.-giu. 2012         | Ingolstadt 04          | ZL                     | 15         | 2          | CG              | -               | -               | -                  | -                  | -                  | -           | -           | -           | 15     | 2      |
| 2012-2013              | Union Berlino          | ZL                     | 29         | 9          | CG              | 1               | 0               | -                  | -                  | -                  | -           | -           | -           | 30     | 9      |
| 2013-2014              | Union Berlino          | ZL                     | 26         | 5          | CG              | 3               | 0               | -                  | -                  | -                  | -           | -           | -           | 29     | 5      |
| 2014-gen. 2015         | Union Berlino          | ZL                     | 5          | 0          | CG              | 0               | 0               | -                  | -                  | -                  | -           | -           | -           | 5      | 0      |
| Totale Union Berlino   | Totale Union Berlino   | Totale Union Berlino   | 60         | 14         |                 | 4               | 0               |                    | -                  | -                  |             | -           | -           | 64     | 14     |
| 2015                   | New York City          | MLS                    | 9          | 0          | USOC            | 0               | 0               | -                  | -                  | -                  | -           | -           | -           | 9      | 0      |
| 2015-2016              | Willem II              | ED                     | 10         | 0          | CO              | 3               | 0               | -                  | -                  | -                  | -           | -           | -           | 13     | 0      |
| 2016-2017              | Dinamo Bucarest        | L1                     | 18+10      | 8+3        | CR+CdL          | 1+2             | 0+2             | -                  | -                  | -                  | -           | -           | -           | 31     | 13     |
| 2017-2018              | Dinamo Bucarest        | L1                     | 23+6       | 5+1        | CR              | 2               | 1               | UEL                | 2                  | 0                  | -           | -           | -           | 33     | 7      |
| 2018-2019              | Pafos                  | A                      | 19+9       | 11+5       | CC              | 4               | 2               | -                  | -                  | -                  | -           | -           | -           | 32     | 18     |
| 2019-2020              | Pafos                  | A                      | 14         | 1          | CC              | 0               | 0               | -                  | -                  | -                  | -           | -           | -           | 14     | 1      |
| Totale Pafos FC        | Totale Pafos FC        | Totale Pafos FC        | 42         | 17         |                 | 4               | 2               |                    | -                  | -                  |             | -           | -           | 46     | 19     |
| 2020-2021              | Dinamo Bucarest        | L1                     | 21+9       | 3+1        | CR              | 4               | 1               | -                  | -                  | -                  | -           | -           | -           | 34     | 5      |
| Totale Dinamo Bucarest | Totale Dinamo Bucarest | Totale Dinamo Bucarest | 87         | 21         |                 | 9               | 4               |                    | 2                  | 0                  |             | -           | -           | 98     | 25     |
| 2021-2022              | Voluntari              | L1                     | 26+8       | 5+2        | CR              | 3               | 0               | -                  | -                  | -                  | -           | -           | -           | 37     | 7      |
| 2022-2023              | Voluntari              | L1                     | 29+8       | 7+3        | CR              | 1               | 0               | -                  | -                  | -                  | -           | -           | -           | 38     | 10     |
| 2023-2024              | Voluntari              | L1                     | 19         | 5          | CR              | 2               | 0               | -                  | -                  | -                  | -           | -           | -           | 21     | 5      |
| Totale Voluntari       | Totale Voluntari       | Totale Voluntari       | 90         | 22         |                 | 6               | 0               |                    | -                  | -                  |             | -           | -           | 96     | 22     |
| Totale carriera        | Totale carriera        | Totale carriera        | 505        | 124        |                 | 38              | 11              |                    | 4                  | 0                  |             | 1           | 0           | 548    | 135    |

### Cronologia presenze e reti in nazionale
| Cronologia completa delle presenze e delle reti in nazionale ― Slovacchia | Cronologia completa delle presenze e delle reti in nazionale ― Slovacchia | Cronologia completa delle presenze e delle reti in nazionale ― Slovacchia | Cronologia completa delle presenze e delle reti in nazionale ― Slovacchia | Cronologia completa delle presenze e delle reti in nazionale ― Slovacchia | Cronologia completa delle presenze e delle reti in nazionale ― Slovacchia | Cronologia completa delle presenze e delle reti in nazionale ― Slovacchia | Cronologia completa delle presenze e delle reti in nazionale ― Slovacchia |
| Data                                                                      | Città                                                                     | In casa                                                                   | Risultato                                                                 | Ospiti                                                                    | Competizione                                                              | Reti                                                                      | Note                                                                      |
| ------------------------------------------------------------------------- | ------------------------------------------------------------------------- | ------------------------------------------------------------------------- | ------------------------------------------------------------------------- | ------------------------------------------------------------------------- | ------------------------------------------------------------------------- | ------------------------------------------------------------------------- | ------------------------------------------------------------------------- |
| 10-12-2006                                                                | Abu Dhabi                                                                 | Emirati Arabi Uniti                                                       | 1 – 2                                                                     | Slovacchia                                                                | Amichevole                                                                | -                                                                         |                                                                           |
| 9-2-2011                                                                  | Lussemburgo                                                               | Lussemburgo                                                               | 2 – 1                                                                     | Slovacchia                                                                | Amichevole                                                                | -                                                                         |                                                                           |
| 14-8-2013                                                                 | Bucarest                                                                  | Romania                                                                   | 1 – 1                                                                     | Slovacchia                                                                | Amichevole                                                                | -                                                                         | 46’                                                                       |
| 6-9-2013                                                                  | Zenica                                                                    | Bosnia ed Erzegovina                                                      | 0 – 1                                                                     | Slovacchia                                                                | Qual. Mondiali 2014                                                       | -                                                                         | 86’                                                                       |
| 10-9-2013                                                                 | Žilina                                                                    | Slovacchia                                                                | 1 – 2                                                                     | Bosnia ed Erzegovina                                                      | Qual. Mondiali 2014                                                       | -                                                                         | 82’                                                                       |
| 11-10-2013                                                                | Il Pireo                                                                  | Grecia                                                                    | 1 – 0                                                                     | Slovacchia                                                                | Qual. Mondiali 2014                                                       | -                                                                         | 77’                                                                       |
| 15-11-2013                                                                | Breslavia                                                                 | Polonia                                                                   | 0 – 2                                                                     | Slovacchia                                                                | Amichevole                                                                | -                                                                         | 63’                                                                       |
| 5-3-2014                                                                  | Netanya                                                                   | Israele                                                                   | 1 – 3                                                                     | Slovacchia                                                                | Amichevole                                                                | -                                                                         | 46’                                                                       |
| 23-5-2014                                                                 | Senec                                                                     | Slovacchia                                                                | 2 – 0                                                                     | Montenegro                                                                | Amichevole                                                                | -                                                                         | 46’                                                                       |
| 26-5-2014                                                                 | San Pietroburgo                                                           | Russia                                                                    | 1 – 0                                                                     | Slovacchia                                                                | Amichevole                                                                | -                                                                         | 61’                                                                       |
| 4-9-2014                                                                  | Žilina                                                                    | Slovacchia                                                                | 1 – 0                                                                     | Malta                                                                     | Amichevole                                                                | 1                                                                         | 62’                                                                       |
| 8-9-2014                                                                  | Kiev                                                                      | Ucraina                                                                   | 0 – 1                                                                     | Slovacchia                                                                | Qual. Euro 2016                                                           | -                                                                         | 63’                                                                       |
| 12-10-2014                                                                | Barysaŭ                                                                   | Bielorussia                                                               | 1 – 3                                                                     | Slovacchia                                                                | Qual. Euro 2016                                                           | -                                                                         |                                                                           |
| 15-11-2014                                                                | Skopje                                                                    | Macedonia                                                                 | 0 – 2                                                                     | Slovacchia                                                                | Qual. Euro 2016                                                           | 1                                                                         |                                                                           |
| 27-3-2015                                                                 | Žilina                                                                    | Slovacchia                                                                | 3 – 0                                                                     | Lussemburgo                                                               | Qual. Euro 2016                                                           | 1                                                                         |                                                                           |
| 14-6-2015                                                                 | Žilina                                                                    | Slovacchia                                                                | 2 – 1                                                                     | Macedonia                                                                 | Qual. Euro 2016                                                           | -                                                                         | 84’                                                                       |
| 9-10-2015                                                                 | Žilina                                                                    | Slovacchia                                                                | 0 – 1                                                                     | Bielorussia                                                               | Qual. Euro 2016                                                           | -                                                                         | 60’                                                                       |
| 12-10-2015                                                                | Lussemburgo                                                               | Lussemburgo                                                               | 2 – 4                                                                     | Slovacchia                                                                | Qual. Euro 2016                                                           | 1                                                                         | 78’                                                                       |
| 17-11-2015                                                                | Žilina                                                                    | Slovacchia                                                                | 3 – 1                                                                     | Islanda                                                                   | Amichevole                                                                | -                                                                         | 75’                                                                       |
| 29-3-2016                                                                 | Dublino                                                                   | Irlanda                                                                   | 2 – 2                                                                     | Slovacchia                                                                | Amichevole                                                                | -                                                                         | 64’                                                                       |
| 27-5-2016                                                                 | Wels                                                                      | Slovacchia                                                                | 3 – 1                                                                     | Georgia                                                                   | Amichevole                                                                | 2                                                                         | 70’                                                                       |
| 4-6-2016                                                                  | Trnava                                                                    | Slovacchia                                                                | 0 – 0                                                                     | Irlanda del Nord                                                          | Amichevole                                                                | -                                                                         | 84’                                                                       |
| 11-6-2016                                                                 | Bordeaux                                                                  | Galles                                                                    | 2 – 1                                                                     | Slovacchia                                                                | Euro 2016 - 1º turno                                                      | -                                                                         | 59’                                                                       |
| 15-6-2016                                                                 | Lilla                                                                     | Russia                                                                    | 1 – 2                                                                     | Slovacchia                                                                | Euro 2016 - 1º turno                                                      | -                                                                         | 67’                                                                       |
| 11-10-2016                                                                | Trnava                                                                    | Slovacchia                                                                | 3 – 0                                                                     | Scozia                                                                    | Qual. Mondiali 2018                                                       | 1                                                                         | 70’                                                                       |
| 11-11-2016                                                                | Trnava                                                                    | Slovacchia                                                                | 4 – 0                                                                     | Lituania                                                                  | Qual. Mondiali 2018                                                       | 1                                                                         | 77’                                                                       |
| 15-11-2016                                                                | Vienna                                                                    | Austria                                                                   | 0 – 0                                                                     | Slovacchia                                                                | Amichevole                                                                | -                                                                         | 85’                                                                       |
| 26-3-2017                                                                 | Ta' Qali                                                                  | Malta                                                                     | 1 – 3                                                                     | Slovacchia                                                                | Qual. Mondiali 2018                                                       | 1                                                                         | 40’, 90+1’                                                                |
| 1-9-2017                                                                  | Trnava                                                                    | Slovacchia                                                                | 1 – 0                                                                     | Slovenia                                                                  | Qual. Mondiali 2018                                                       | -                                                                         |                                                                           |
| 4-9-2017                                                                  | Londra                                                                    | Inghilterra                                                               | 2 – 1                                                                     | Slovacchia                                                                | Qual. Mondiali 2018                                                       | -                                                                         | 69’                                                                       |
| 5-10-2017                                                                 | Glasgow                                                                   | Scozia                                                                    | 1 – 0                                                                     | Slovacchia                                                                | Qual. Mondiali 2018                                                       | -                                                                         | 79’                                                                       |
| 8-10-2017                                                                 | Trnava                                                                    | Slovacchia                                                                | 3 – 0                                                                     | Malta                                                                     | Qual. Mondiali 2018                                                       | 2                                                                         |                                                                           |
| 10-11-2017                                                                | Leopoli                                                                   | Ucraina                                                                   | 2 – 1                                                                     | Slovacchia                                                                | Amichevole                                                                | -                                                                         | 63’                                                                       |
| 14-11-2017                                                                | Trnava                                                                    | Slovacchia                                                                | 1 – 0                                                                     | Norvegia                                                                  | Amichevole                                                                | -                                                                         |                                                                           |
| 25-3-2018                                                                 | Bangkok                                                                   | Thailandia                                                                | 2 – 3                                                                     | Slovacchia                                                                | Amichevole                                                                | -                                                                         |                                                                           |
| 31-5-2018                                                                 | Trnava                                                                    | Slovacchia                                                                | 1 – 1                                                                     | Paesi Bassi                                                               | Amichevole                                                                | 1                                                                         | 63’                                                                       |
| 4-6-2018                                                                  | Ginevra                                                                   | Slovacchia                                                                | 1 – 2                                                                     | Marocco                                                                   | Amichevole                                                                | -                                                                         | 46’                                                                       |
| 5-9-2018                                                                  | Trnava                                                                    | Slovacchia                                                                | 3 – 0                                                                     | Danimarca                                                                 | Amichevole                                                                | 1                                                                         | 46’                                                                       |
| 9-9-2018                                                                  | Leopoli                                                                   | Ucraina                                                                   | 1 – 0                                                                     | Slovacchia                                                                | UEFA Nations League 2018-2019 - 1º turno                                  | -                                                                         | 65’                                                                       |
| 13-10-2018                                                                | Trnava                                                                    | Slovacchia                                                                | 1 – 2                                                                     | Rep. Ceca                                                                 | UEFA Nations League 2018-2019 - 1º turno                                  | -                                                                         |                                                                           |
| 16-10-2018                                                                | Solna                                                                     | Svezia                                                                    | 1 – 1                                                                     | Slovacchia                                                                | Amichevole                                                                | -                                                                         | 71’                                                                       |
| 19-11-2018                                                                | Praga                                                                     | Rep. Ceca                                                                 | 1 – 0                                                                     | Slovacchia                                                                | UEFA Nations League 2018-2019 - 1º turno                                  | -                                                                         | 79’                                                                       |
| 13-10-2019                                                                | Bratislava                                                                | Slovacchia                                                                | 1 – 1                                                                     | Paraguay                                                                  | Amichevole                                                                | -                                                                         | 31’                                                                       |
| Totale                                                                    |                                                                           | Presenze                                                                  | 43                                                                        |                                                                           | Reti (7º posto)                                                           | 13                                                                        |                                                                           |

## Palmarès

### Club
- Campionato slovacco: 1

Žilina: 2006-2007
- Supercoppa di Slovacchia: 2

Žilina: 2004, 2007
- Coppa del Belgio: 1

Genk: 2008-2009
- Campionato tedesco di seconda divisione: 1

Kaiserslautern: 2009-2010
- Coppa di lega rumena: 1

Dinamo Bucarest: 2016-2017

### Individuale
- Capocannoniere del campionato cipriota: 1

2018-2019 (16 reti)